# SpaceX CRS-2
SpaceX CRS-2，也稱為SpX-2，是SpaceX的無人駕駛天龍號太空船的第四次飛行，是該公司的二級獵鷹9號 v1.0運載火箭的第五次也是最後一次飛行，是SpaceX的第二次根據與NASA簽訂的商業再補給服務合約運營的任務。
該任務於2013年3月1日發射。在龍飛船上，在到達軌道時發生涉及RCS推進器吊艙的一個較小的技術問題，但可以恢復。該太空船於世界標準時間2013年3月26日10:56從國際太空站脫離，並於世界標準時間16:34在太平洋上濺落。

## 外部連結
- NASA's SpaceX mission page（页面存档备份，存于）
- SpaceX CRS-2 Mission Press Kit (February 2013)
- Video of Static Fire test - YouTube (spacexchannel)（页面存档备份，存于）
- Video of pre-launch press conference - YouTube (ReelNASA)（页面存档备份，存于）
- Video of launch  - YouTube (ReelNASA)（页面存档备份，存于）
- Video of Dragon arriving at the ISS  - YouTube (ReelNASA)（页面存档备份，存于）
- Video of Dragon leaving the ISS  - YouTube (ReelNASA)（页面存档备份，存于）
- Video of the Dragon capsule arriving at shore and other post-flight activities - YouTube (NASAtelevision)（页面存档备份，存于）